# 超人类主义

超人类主义者使用的代表符号

超人类主义（英語：Transhumanism，缩写为H+或h+），或譯為超人文主义、超人主义或跨人類主義，是一个与人类增强类似的术语。它现在是一个国际性的文化智力运动，支持使用科学技术来增强精神、体力、能力和资质，并用来克服人类不需要或不必要的狀態，比如残疾、疾病、痛苦、老化和偶然死亡。
超人类主义思考者研究发展和使用人类增强技术以及其他以此目的的新兴技术可能性和后果。此外，这些强大的新技术带来的危险和好处，以及对人类生活状态的改变，也是超人类主义运动的关注方向。 

## 超人主义的哲学与文化发展史
人类对后人类属性的渴望就像人类历史一样的古老。人们一直寻求着扩大他们的边界，无论是在生态、地理，还是在精神上。至少有一些人存在这么一种倾向：总是试图找到每一个限制和障碍的道路。
希腊哲学家最先使用逻辑推理，而不是基于纯粹信仰，创建思想系统的尝试中收到困惑。苏格拉底和诡辩家将批判思维的应用范围由形而上学和宇宙学扩大到包括伦理及人类社会，心理问题的研究。这些在人文主义文化范围外的研究，是西方科学，政治理论，道德，法律的一个重要的思潮。
文化复兴时期，人们的思想从支配了千年的中世界神学和经院模式中苏醒过来。人类与自然世界在此成为合法的研究对象。文艺复兴的人文主义鼓励人们信赖自己的观测与判断，而不是每一件事情都顺从于宗教的裁决。超人类这一词首次出现在阿利盖利·但丁的名著《神曲》中。
在16世纪到18世纪，我们开始看到类似于超人主义的想法，甚至包括人类能通过科学的应用发展自身的观点。然而，19世纪后期的乐观主义演变成狭隘的实证主义和相信进步会自然发生的新年。
给予超人更广范围含义的是生物学家朱利安·赫胥黎，他的观点在作品《无启示录的宗教》（1927年）中得到阐述。
超人主义形成的一个重要刺激是英国遗传学家J·B·S·霍尔丹名为《代达罗斯：科学与未来》（1923年）的论文，他在那篇论文中探讨科学技术研究如何影响社会和改善人们的生活。
第二次世纪大战改变了一些趋势方向，造就了今天的超人主义。另一个具有影响力的早期超人主义者是，伊朗裔美国未来学家FM-2030，作为最早研究未来壳体的教授之一，FM-2030创立了著名的叫做“天使之翼”的乐观未来主义流派。在他的著作《你是过渡人吗？》（1989年），他描述了他所认为的过渡人初相迹象，并用他的术语注明，哪些人可以称之为超人主义者，并阐述了过渡人是通向后人类的一个进化环节。
第一个给予超人主义完整定义的是哲学家，马克思·莫（Max More）。1998年哲学家尼克·博斯特罗姆和大卫·皮尔斯创建了世界超人协会。

## 目标和任务
超人主义是一种思考未来的方式，许多超人主义理论家与倡导者希望运用理性、科学和技术，并在此基础上减少贫困、疾病、残疾和全球各类折磨人的疾病。许多超人主义者积极关注潜在的未来技术和创新的社会系统，以改善生活质量，并寻求履行在法律和政治面前人人平等，消除天生性智力残缺和身体上的障碍，使人类生存条件得到更好的改进。超人主义哲学家认为，为人类的进步和改善人类生存条件，必须保留一个完美的道德规范，而且这是可行的。由于技术发展和科学认识速度的加快，我们正在进入人类历史上的一个全新的阶段。在不久的将来，将面对真正的人工智能前景。另一方面，超人主义者认识到一些未来的技术可能会给人类的生命带来巨大的伤害，甚至使我们的整个宇宙的生存都处于危险之中。
尝试了解这些危险并致力于防止灾害发生是超人主义者议程的任务之一。

## 技术与预测
什么是价值，并不是由我们的形状和当前人类生物学的详细说明来界定，而是由我们的愿望和理想决定。对每一个超人主义者来说，更多的人能按照他们最深层的价值观来塑造自己，自己的生活和自己与他人的关系，就是一种进步。而这种进步具体体现在科学技术的改进上。

## 对超人主义批判
超人主义为改善人类的这一概念和对此做出的前景分析一直备受争议，反对超人主义的学者和组织大部分为——空想绿色环保主义者（拒绝科技发展，回归自然）、宗教原教旨主义、传统主义和其他反进步和反革新形式主义。追求长生不老是人类的一个最古老与根深蒂固的愿望。从保存下来的最早期的书面故事，就可以看出，这个主题建立在关于精神永生和来世的希望—世俗宗教的教义基础。超人主义之前，唯一逃避死亡的方法是通过复活或来世转生。超人主义者认为，如今，可以預見最终废除老化的可能性，并可以选择积极的措施，如通过生命延长技术，及另外一种手段——冷冻复苏。这也是一些存在主义者所批判的，因为他们认为，死亡是必要的，它能够给予生命意义。技术的环境影响取决于如何运用它。保护自然需要政治意愿及良好的技术。超人主义者认为，目前的技术是不可持续的。我们正在使用的必要资源，比如石油，金属矿物及人类对空气的污染，都超过自然的更新能力。以目前的消费速度来看，在不久的将来这些资源将用尽，所以需要提出替代这些资源的方案，包括提高技术到更先进的水平。
超人主义者从事跨学科的方法来克服生物的限制，利用未来学和各个领域的道德了解，特别是一些社会批评家，将保护自然生态系统作为道德价值，甚至很多空想绿色环保主义者则认为，人应该遵从自然，回归自然，而不应该违背自然，应避免那些高科技存在破坏。

## 超人主义内部流派
在超人主义思想的内部有许多类型的主张。许多主要的超人主义思想家都在不断对自己的思想进行修改和发展的情况下，容纳各种复杂，微妙的观点，这往往被忽略。
不过，一些不同的-但不一定是有非常大的区别- 超人主义的趋势或风格是可以区分出来的。

### 民主超人主义（Democratic Transhumanism）
这一超人主义的流派不仅提倡正当的采用科技使得人类能够超越自身的局限，而且，他们倡导超越正式法律上的权利与自由平等，推行民主的扩展到经济与文化的自由与平等，一边保护超人主义者的价值观，例如平等，团结和民主的分享向后人类过渡的环境。

### 快乐主义（The Hedonistic Imperative）
这一超人主义趋势的代表主张体现在大卫·皮尔斯的天堂工程（2003年）的概述中。皮尔斯为“用生物程序消除一切形式的虐待、痛苦、不舒服”进行了道德上的辩论。短期内，我们的情感或许可以通过服用特定的药物（并非街头毒品）而得到改进。不过，从长远来看，皮尔斯认为，改写脊椎动物的基因组，重新设置全球生态系统在技术上将是可行的，接着我们可以用生物技术消除人们肉体或心灵上的各种痛苦。
皮尔斯相信“后达尔文主义的超级心智”将享受到基因提前预编的复制与在“幸福的梯度”中生机勃勃。

### 奇点主义（Singularitarianism）
奇点超人主义者关注能导致超越人类的智能出现的过渡人技术，如，大脑－电脑对接和人工智能。
由于现在我们技术的最终源头是智慧，奇点主义者预期超越人类智能的技术创造的出现将是历史一个分水岭，影响可以媲美智人的出现而要超过以往的技术突破。
奇点主义者强调确保这些超级智能伴随道德辨别能力一起出现的重要性。

### 理论超人主义
这一趋向在超人主义的探究方向中并没有非常明确的立场：关于人类和技术发展的未来轨迹的限制，潜力，后果的研究，使用源于经济学、博弈论、进化论、概率学及“理论运用科学”理论工具，研究目前我们还不能创建的潜在的机体系统设计。例如，博斯特罗姆（2002, 2003）和汉森（1994, 1998）。
设计超人主义的伦理学术研究，即创造一个尽可能多的人有机会成为后人类的社会，这也可以归于这一趋势。

### 沙龙超人主义
穿用电子邮件或面对面交谈的共享超人主义供电的人组成的超人主义网络。艺术与文化上的超人主义。超人主义作为艺术穿凿与文化活力的源头，包括像更多的读者传播超人主义的思想与价值观。

## 超人主义对科幻作品的影响
以超人主义的主题的作品，通过各种类型文学形式得到体现。当代科幻小说往往包含积极的新技术极其对人类的影响。隨著科技发展，当代科幻类作品被赋予的含义和范围也越来越广泛，特别是大量乌托邦和反乌托邦类作品的产生。这类作品往往反映的是乌托邦（特别是技术乌托邦）的社会。还有一些科幻小说，描写增强人类机能后，与具有生命的物体进行的斗争。较为悲观的场景以反乌托邦的故事内容为主。人类生物工程将在之後的几十年里得到更大的发展，超人已成为一个具有明确性的活动。许多超人主义的主题作品最开始出现在投机小说、科幻小说里。早期的作品可以通过罗伯特·海因莱因的作品中看到的一些问题，科幻小说的黄金时代（《拉撒路龙》系列，1941－1987年）、范·沃格特（1946年）、阿西莫夫（《我，机器人》，1950年）、克拉克（《童年末日》，1953年）和史坦尼斯瓦夫·萊姆（《機器人大師》，1967年）。
賽博朋克风格，例如威廉·吉布森的《神经漫游者》（1984年）和布鲁斯·斯特林（1985年），作品尤其关注的是人体智能改变后一系列问题。超人主义的主题作品得到普及，激发了广泛的讨论。对这些问题的处理产生了《血色音乐》（1985年）、格雷·格熊的《异种三部曲》（1987－1989年），明锐·巴特勒。
下面是一些相关的超人主义类通俗读物：
- “黄金时代”三部曲，约翰·怀特
- “超人”，尤里·尼基京
- “奇点天空”、“温室”，Charles Stross
- “深渊之火”、“深度的天空”、“彩虹的尽头”，弗农·维格
- “启示录空间”系列，阿拉斯泰尔·雷诺兹
- “文图斯”、“夫人的迷宫”，卡尔·施罗德
- “文化”系列，伊恩·M·本科撒
- “风熄灭了波浪”，布鲁斯·斯特林
- “纳米技术网络”，“宇宙技术”，拉扎雷维奇·亚历山大
- “機動戰士GUNDAM系列”的新人类，富野由悠季和SUNRISE

其他风格的科幻小说出现如“奇异小说”和“超人主义的太空歌剧”。出现集体科幻超人主义的主题（ “猎户座之手”） 。

## 超人主义对音乐的影响
超人主义者的想法也启发了很多音乐家（特别试用于各个领域）。在音乐领域注入了超人主义的先驱是Kraftwerk及他们的专辑《The Man Machine》和《Computer World》。较近期的是Cyanotic的《Transhuman》和Vortech的《Posthumanism》，这些组合乐队他们都属于重金属摇滚风格。其中Complex Numbers和Unreal也都属于这类。

## 超人主义的政治影响
在2012年7月，先是俄罗斯，后是美国、以色列和荷兰发布了关于建立超人政党的公告。这类新政党打败了保守派，其中最主要的参与者还是超人主义者。这些政党建立的目的在于：通过政治支持，尽可能多的保障并延长人类寿命，同时能进入到无疾病的新社会过渡期。在无健康阻碍的社会里，人类的寿命得到了延长，阻止了衰老，可以使人类更好的发挥个人机能，在更多的生命里创造更多财富和成就。